# Chulumani
Chulumani est la capitale de la province de Sud Yungas, dans le département de La Paz, en Bolivie. Selon le recensement de 2001, sa population est de 13 204 habitants. La région est connue en tant que destination touristique, et pour sa production de coca, d'oranges, et de café. Elle se trouve à 123 km de la ville de La Paz (3 heures en bus) à une altitude de 1740 mètres.